# Edward Alsworth Ross

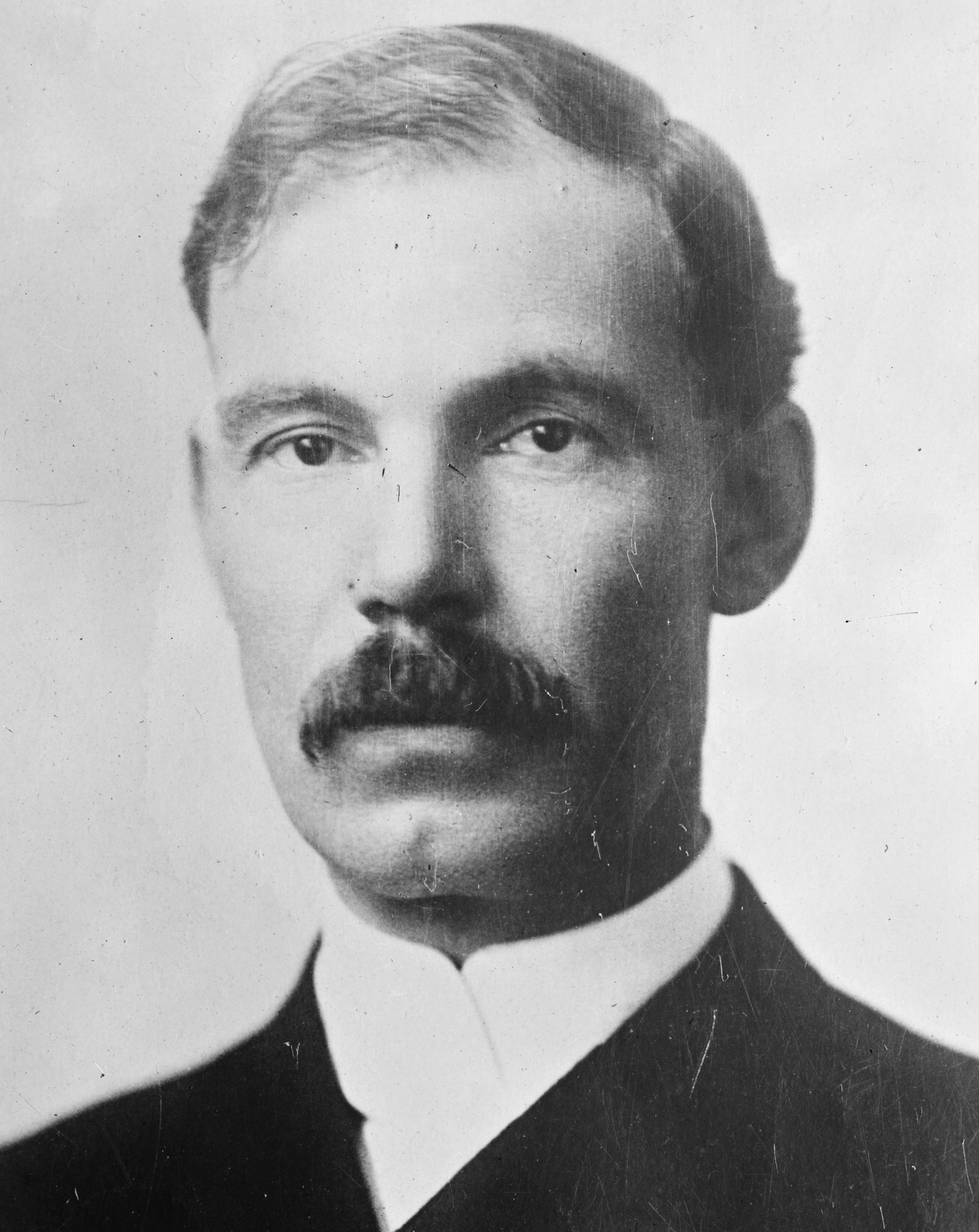
Edward Alsworth Ross

Edward Alsworth Ross (* 12. Dezember 1866 in Virden, Illinois; † 22. Juli 1951 in Madison, Wisconsin) war ein US-amerikanischer Soziologe.

## Leben
Edward Ross studierte Philosophie und Nationalökonomie in den USA und 1888/1889 in Berlin. 1891/1892 war er Professor an der Indiana University in Bloomington, 1892/1893 Professor für Nationalökonomie an der Cornell University und von 1893 bis 1900 Professor für Soziologie an der Stanford University.

### Die Stanford-Ross-Kontroverse
Dort kam es zu einer Kontroverse mit Jane Stanford, der Stifterin der Stanford University, deren Ehemann Leland Stanford als Eisenbahnmagnat ein Vermögen gemacht hatte. Ross äußerte sich in seinen Vorlesungen sehr kritisch über die geschäftlichen Gepflogenheiten der Eisenbahnkonzerne. Er kritisierte den Einsatz chinesischer und japanischer Kulis beim Bau der Eisenbahnstrecken und die Einwanderung von Japanern in die USA überhaupt. Um Kosten zu senken, würde sich das Großkapital mit den Kulis gegen die Arbeiterbewegung verbünden. Japanische Arbeitskräfte seien eine Bedrohung für amerikanische Arbeiter. Jane Stanford verlangte daraufhin von David Starr Jordan, dem Präsidenten der Stanford University, Ross zu entlassen. Ihr Ansinnen löste eine Kontroverse über die akademische Freiheit von Professoren aus und über die Einflussnahme von Dritten in den Universitäten. Schließlich kündigte Ross „freiwillig“ seine Stelle, sieben weitere Professoren folgten ihm. Die Stanford-Ross-Kontroverse und ähnliche Fälle führten dazu, dass Professoren zur Verteidigung ihre Interessen 1915 die American Association of University Professors gründeten.

### Weitere akademische Laufbahn
Ross wechselte an die University of Nebraska, an der er bis 1905 lehrte, und 1906 zur University of Wisconsin, an der er bis 1937 lehrte. Ross war 1914 und 1915 der fünfte Präsident der American Sociological Society.
Ross zählt zu den Pionieren der amerikanischen Soziologe. In seinen sozialpsychologischen Arbeiten geht es um die Herausarbeitung der Kontrollprinzipien, die von Gruppen entwickelt werden, um das Verhalten ihrer Mitglieder zu regulieren. Er führte den Begriff Soziale Kontrolle in die fachwissenschaftliche Diskussion ein.

## Schriften (Auswahl)
- Social Control, 1901 (Neuauflage 2009). Digitalisat
- Diverse Artikel in The American Journal of Sociology zum Thema Social Control. Bsp.: Social Control. XIX. Class Control, 1900. Digitalisat
- The Foundation of Sociology, 1905.
- Social Psychology, 1908. Digitalisat
- The Principles of Sociology, 1920 (zweite Auflage 1930).
- The Soviet Republic, 1923.
- Civis Sociology, 1925.